# Ham-Sud
Ham-Sud, till 2011 Saint-Joseph-de-Ham-Sud, är en kommun i provinsen Québec i Kanada. Den ligger i regionen Estrie, i den sydöstra delen av landet, 300 km öster om huvudstaden Ottawa.